# Rodrigo Oreamuno Blanco
Rodrigo Oreamuno Blanco (28 de julio de 1939) es un abogado y político costarricense, quien fue Presidente del Colegio de Abogados y Magistrado Suplente de la Corte Suprema de Justicia. Fue diputado durante los años 1990 a 1992. Ejerció el cargo de Primer Vicepresidente de Costa Rica (1994-1998) en la administración Figueres Olsen del Partido Liberación Nacional. En las elecciones de 2018 le dio la adhesión al candidato Carlos Alvarado Quesada del Partido Acción Ciudadana asegurando que lo consideraba más preparado académica y empíricamente y más acorde con los principios liberales costarricenses.
Se graduó como Licenciado en Derecho de la Universidad de Costa Rica en 1964 y fue socio del Bufete Facio y Cañas desde 1968 hasta el 2018.

## Cargos
- Miembro del Panel de Árbitros y del Panel de Conciliadores del Centro Internacional de Arreglo de Diferencias Relativas a Inversiones (CIADI) del Banco Mundial (1999-2021).
- Integrante del Panel de Árbitros del Centro de Conciliación y Arbitraje (CCA) de la Cámara de Comercio de Costa Rica (1999).
- Miembro del Panel de Árbitros del Centro Internacional de Conciliación y Arbitraje (CICA) de la Cámara Costarricense-Norteamericana de Comercio (AMCHAM) (1999).
- Miembro del Panel de Árbitros del Tratado de Libre Comercio Costa Rica - México (2008).
- Miembro del Panel de Árbitros del Centro de Mediación y Arbitraje Comercial de la Cámara Argentina de Comercio (2008).
- Miembro de la Corte Permanente de Arbitraje (2013-2019).
- Presidente de la Junta Directiva del Comité Costarricense de la Cámara de Comercio Internacional (CCI) (2002-2004).
- Miembro del Grupo Latinoamericano de Arbitraje de la CCI (2004).
- Presidente Honorario de la Asociación de Derecho Internacional Privado y Comparado (ADIPC) (2011).
- Miembro honorario de la Asociación Americana de Derecho Internacional Privado (ASADIP) (2011).
- Miembro de la Asociación Latinoamericana de Arbitraje (ALARB) (2011).
- Miembro del Club Español del Arbitraje (2012).
- Vicepresidente del Centro Iberoamericano de Arbitraje (CIAR) (2015).